# Angry Birds 2
Angry Birds 2 è un videogioco rompicapo sviluppato e pubblicato dall'azienda finlandese Rovio Entertainment. Si tratta del dodicesimo capitolo della nota serie di videogames nonché diretto seguito del primo capitolo della serie. Il gioco è free-to-play con acquisti in-app ed è stato inizialmente pubblicato il 5 marzo 2015 in anteprima negli store canadesi con il titolo Angry Birds Under Pigstruction per poi essere successivamente distribuito nel resto del mondo il 30 luglio 2015 con il titolo definitivo di Angry Birds 2.

## Modalità di gioco
Il gameplay di base del gioco è pressoché identico a quello dei capitoli precedenti: anche qui dunque il giocatore avrà lo scopo di eliminare tutti i Piggies lanciandovi contro i Birds mediante una fionda. Tuttavia il modello free-to-play ha comportato l'introduzione del sistema a vite, infatti il giocatore ne perderà una per ogni tentativo fallito, e una volta terminate tutte le vite dovrà aspettare che si ricarichino per potere effettuare un altro tentativo. I power-up invece sono stati sostituiti dalle magie che, insieme agli uccelli, sono rappresentate da carte collezionabili e utilizzabili dal giocatore. Inoltre, grazie tale sistema di carte, è stata introdotta la possibilità utilizzare gli uccelli disponibili in un qualsiasi ordine.
Infine il gioco introduce anche 2 nuovi uccelli: Silver e Melody.

## Episodi
| #  | Area                 | Level pack                 | Data di pubblicazione                           | Note | Numero di livelli |
| -- | -------------------- | -------------------------- | ----------------------------------------------- | ---- | ----------------- |
| 1  | Altipiani di Cobalto | Colline Piumate            | 30 luglio 2015                                  |      | 15                |
| 2  | Città dei Maiali     | New Pork City              | 30 luglio 2015                                  |      | 20                |
| 3  | Foresta di Bambù     | Bosco delle Uova Incantate | 30 luglio 2015                                  |      | 25                |
| 4  | Altipiani di Cobalto | Valle del Cinguettio       | 30 luglio 2015                                  |      | 30                |
| 5  | Città dei Maiali     | Porkino                    | 30 luglio 2015                                  |      | 30                |
| 6  | Foresta di Bambù     | Palude Unta                | 30 luglio 2015                                  |      | 30                |
| 7  | Altipiani di Cobalto | Verdopoli                  | 30 luglio 2015                                  |      | 30                |
| 8  | Città dei Maiali     | Bisteccolma                | 30 luglio 2015                                  |      | 30                |
| 9  | Foresta di Bambù     | Pantano Nebbioso           | 30 luglio 2015                                  |      | 30                |
| 10 | Città dei Maiali     | Porcolandia                | 26 agosto 2015/15 settembre 2015                |      | 40                |
| 11 | Foresta di Bambù     | Snotting Hill              | 8 ottobre 2015/23 ottobre 2015                  |      | 40                |
| 12 | Altipiani di Cobalto | Cime Fluttuose             | 12 novembre 2015/26 novembre 2015               |      | 40                |
| 13 | Altipiani di Cobalto | Monte Evernest             | 17 dicembre 2015/31 dicembre 2015               |      | 40                |
| 14 | Città dei Maiali     | Gnam Francisco             | 14 gennaio 2016/28 gennaio 2016                 |      | 40                |
| 15 | Altipiani di Cobalto | Baia dei Porci             | 11 febbraio 2016/26 febbraio 2016/11 marzo 2016 |      | 60                |
| 16 | Foresta di Bambù     | Bosco della Gravità        | 26 marzo 2016/7 aprile 2016                     |      | 40                |
| 17 | Città dei Maiali     | La Grande Metropoli        | 21 aprile 2016/5 maggio 2016                    |      | 40                |
| 18 | Altipiani di Cobalto | Hamalaya                   | 19 maggio 2016/2 giugno 2016                    |      | 40                |
| 19 | Foresta di Bambù     | Madagooscar                | 16 giugno 2016/30 giugno 2016                   |      | 40                |
| 20 | Altipiani di Cobalto | Salambergo                 | 16 luglio 2016/2 agosto 2016                    |      | 40                |
| 21 | Città dei Maiali     | Oinklahoma                 | 15 agosto 2016                                  |      | 20                |